# The Maccabees
The Maccabees é uma banda de indie rock britânica formada em 2004 em Londres. Eles lançaram quatro álbuns: Colour It In em 2007, seguido por Wall of Arms em 2009, Given to the Wild que foi lançado em 9 de janeiro de 2012 e seu último álbum Marks to Prove It lançado em 31 de julho de 2015. Em agosto de 2016 eles decidiram se separar, com shows de despedida em 2017.
Em 25 de outubro de 2024, os membros da banda anunciaram que estavam se reunindo novamente e retornando as atividades.

## Membros
- Orlando Weeks – vocal, guitarra, teclado (2004–presente)
- Hugo White – guitarra, vocal de apoio (2004–presente)
- Felix White – guitarra, vocal de apoio (2004–presente)
- Rupert Shepherd – baixo (2004–presente)
- Sam Doyle – bateria (2008–presente)
- Robert Dylan Thomas – bateria (2004–2008)
- Will White – teclado, sintetizador, samplers (2010–2013)

## Discografia

### Álbuns
- Colour It In (2007)
- Wall of Arms (2009)
- Given to the Wild (2012)
- Marks to Prove It (2015)

### EPs
- You Make Noise, I Make Sandwiches (2004)
- Toothpaste Kisses (2007)